# 9550 Victorblanco
A 9550 Victorblanco (ideiglenes jelöléssel 1985 TY1) a Naprendszer kisbolygóövében található aszteroida. Edward L. G. Bowell fedezte fel 1985. október 15-én.